# Мельнице-Подольская поселковая община
Мельнице-Подольская поселковая община (укр. Мельнице-Подільська селищна громада) — территориальная община в Чортковском районе Тернопольской области Украины.
Административный центр — посёлок Мельница-Подольская.
Население составляет 17654 человека. Площадь — 243,7 км².
В соответствии с распоряжением Кабинета Министров Украины от 12 июня 2020 года, в состав общины вошла территория Мельнице-Подольского поселкового совета, а также Выгодского, Горошовского, Дзвинячского, Днестровского, Збручанского, Кудринецкого, Ольховецкого, Пановецкого, Урожайновского, Устьенского и Худыковского сельских советов упразднённого Борщёвского района.

## Населённые пункты
В состав общины входят 1 посёлок и 21 село:
- Посёлок Мельница-Подольская
  - Зелёное
- Выгодский старостинский округ:
  - Беловцы
  - Борышковцы
  - Выгода
  - Окопы
  - Трубчин
- Горошовский старостинский округ:
  - Горошова
- Дзвинячский старостинский округ:
  - Дзвинячка
- Днестровецкий старостинский округ:
  - Днестровое
- Збручанский старостинский округ:
  - Збручанское
- Кудринецкий старостинский округ:
  - Кудринцы
  - Михайловка
- Ольховецкий старостинский округ:
  - Ольховец
- Пановецкий старостинский округ:
  - Завалье
  - Пановцы
- Урожайновский старостинский округ:
  - Дзвенигород
  - Латковцы
  - Урожайное
- Устянский старостинский округ:
  - Михалков
  - Устье
- Худыковский старостинский округ:
  - Худыковцы